# Lac du Baggersee
Le lac du Baggersee est un lac artificiel situé sur la commune d'Illkirch-Graffenstaden, à 5 km du centre-ville de Strasbourg. Le lac est une ancienne gravière aménagée et dotée d'une plage.